# Saint-Mandé (Val-de-Marne)
Saint-Mandé település Franciaországban, Val-de-Marne megyében. Lakosainak száma 21 223 fő (2022. január 1.).Saint-Mandé Párizs, Montreuil és Vincennes községekkel határos.

## Népesség
A település népessége az elmúlt években az alábbi módon változott:
| Lakosok száma | 22 398 | 22 401 | 22 963 | 22 619 | 22 248 | 22 377 | 21 991 | 21 195 | 21 223 |
|               | 2013   | 2015   | 2016   | 2017   | 2018   | 2019   | 2020   | 2021   | 2022   |